# أنتوني هال
أنتوني هال (بالإنجليزية: Anthony Hall)‏ هو رامي الرمح ‏ أمريكي، ولد في 17 مارس 1950 في فيلادلفيا في الولايات المتحدة.

## وصلات خارجية
- أنتوني هال على موقع اللجنة الأولمبية الدولية (الإنجليزية)
- أنتوني هال على موقع أوليمبيديا (الإنجليزية)